# Washington Redskins 2019
La stagione 2019 dei Washington Redskins è stata la 88ª della franchigia nella National Football League e la sesta e ultima con Jay Gruden come capo-allenatore. Questi fu licenziato il 6 ottobre dopo avere perso tutte le prime cinque partite della stagione. Con una sconfitta per 47–16 contro i Dallas Cowboys nell'ultimo turno, i Redskins chiusero con un bilancio di 3–13, pareggiando il loro peggior risultato del 1994 e del 2013. Quella sconfitta fu anche la sesta su altrettante partite contro i rivali di division nel 2019. Washington chiuse con il secondo peggiore record della NFL dietro ai Cincinnati Bengals (2-14). Dall'infortunio di Alex Smith contro gli Houston Texans nella stagione precedente, i Redskins ebbero un record complessivo di 4–19.

## Scelte nel Draft 2019

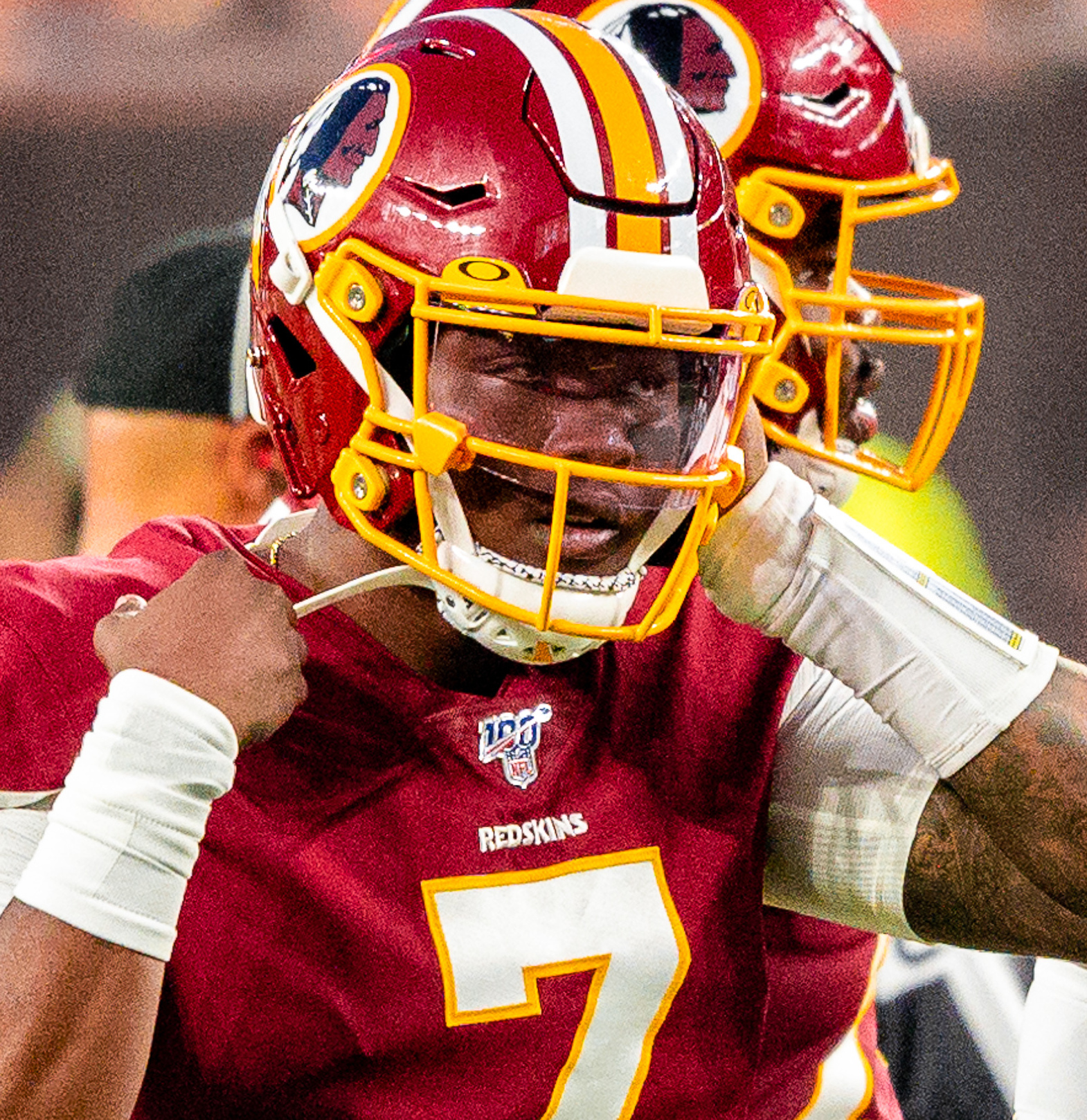
Il quarterback Dwayne Haskins fu una delle due scelte del primo giro dei Redskins nel 2019

| Scelte dei Redskins nel Draft 2019 |        |                    |       |                   |
| Giro                               | Scelta | Giocatore          | Ruolo | College           |
| 1                                  | 15     | Dwayne Haskins     | QB    | Ohio State        |
| 1                                  | 26     | Montez Sweat       | OLB   | Mississippi State |
| 3                                  | 76     | Terry McLaurin     | WR    | Ohio State        |
| 4                                  | 112    | Bryce Love         | RB    | Stanford          |
| 4                                  | 131    | Wes Martin         | G     | Indiana           |
| 5                                  | 153    | Ross Pierschbacher | C     | Alabama           |
| 5                                  | 173    | Cole Holcomb       | LB    | North Carolina    |
| 6                                  | 206    | Kelvin Harmon      | WR    | NC State          |
| 7                                  | 227    | Jimmy Moreland     | CB    | James Madison     |
| 7                                  | 253    | Jordan Brailford   | DE    | Oklahoma State    |

## Staff
| Staff dei Washington Redskins nel 2019 |
| --- |
| Organi dirigenziali - Proprietario – Daniel Snyder - Presidente – Bruce Allen - Presidente della gestione finanziaria – Brian Lafemina - Vicepresidente senior del personale giocatori – Doug Williams - Vicepresidente senior della gestione sportiva – Eric Shafter - Direttore del personale professionistico – Alex Santos - Direttore degli osservatori del college – Kyle Smith Capo allenatore - Capo allenatore – Jay Gruden (licenziato sett. 5) - Assistente del capo-allenatore/Offensive line/allenatore ad interim – Bill Callahan Altri allenatori - Preparatore atletico – Chad Englehart - Assistente p.a. – Kavan Latham - Assistente p.a. – Jake Sankal - Head athletic trainer – Larry Hess Allenatori dell'attacco - Coordinatore offensivo – Matt Cavanaugh - Quarterback/Coordinatore del gioco su passaggi – Kevin O'Connell - Running back – Randy Jordan - Wide receiver – Ike Hilliard - Tight end – Wes Phillips - Assistente offensive line – Phil Rauscher - Controllo qualità dell'attacco – Chris O'Hara Allenatori della difesa - Coordinatore difensivo – Greg Manusky - Defensive line – Jim Tomsula - Inside linebacker – Kirk Olivadotti - Outside linebacker – Chad Grimm - Defensive back – Torrian Gray - Assistente defensive back – James Rowe - Controllo qualità della difesa – Cannon Matthews Allenatori dello special team - Coordinatore Special team – Ben Kotwica - Assistente – Bret Munsey |

## Roster
| Roster dei Washington Redskins nel 2019 |
| --- |
| Quarterback - 7 Dwayne Haskins - 8 Case Keenum - 12 Colt McCoy Running Back - 29 Derrius Guice - 26 Adrian Peterson - 34 Wendell Smallwood - 25 Chris Thompson Wide Receiver - 19 Robert Davis - 13 Kelvin Harmon - 17 Terry McLaurin - 18 Trey Quinn PR - 10 Paul Richardson - 15 Steven Sims KR Tight End - 85 Vernon Davis - 86 Jordan Reed - 87 Jeremy Sprinkle Offensive Linemen - 66 Tony Bergstrom C - 74 Geron Christian T - 77 Ereck Flowers G - 67 Wes Martin G - 76 Morgan Moses T - 72 Donald Penn T - 64 Ross Pierschbacher C - 73 Chase Roullier C - 75 Brandon Scherff G Defensive Linemen - 93 Jonathan Allen DE - 99 Caleb Brantley DE - 98 Matt Ioannidis DE - 94 Daron Payne NT - 97 Tim Settle NT - 96 Treyvon Hester DE Linebacker - 52 Ryan Anderson OLB - 53 Jon Bostic ILB - 51 Shaun Dion Hamilton ILB - 40 Josh Harvey-Clemons ILB - 55 Cole Holcomb ILB - 91 Ryan Kerrigan OLB - 58 Cassanova McKinzy OLB - 90 Montez Sweat OLB - 50 Tanner Vallejo ILB Defensive Back - 30 Troy Apke FS - 20 Landon Collins SS - 23 Quinton Dunbar CB - 22 Deshazor Everett SS - 31 Fabian Moreau CB - 32 Jimmy Moreland CB - 35 Montae Nicholson FS - 24 Josh Norman CB - 45 Dominique Rodgers-Cromartie CB - 37 Greg Stroman CB Special Team - 3 Dustin Hopkins K - 57 Nick Sundberg LS - 5 Tress Way P Lista delle riserve - 95 Jordan Brailford OLB (IR) - 55 Casey Dunn C (IR) - 56 Reuben Foster ILB (IR) - 41 Danny Johnson CB (PUP) - 23 Bryce Love RB (NF-Inj.) - 11 Alex Smith QB (PUP) - 6 Josh Woodrum QB (IR) - 71 Trent Williams OT (Did Not Report) - 31 Shaun Wilson RB (IR) Squadra di allenamento - 36 Adonis Alexander CB - 92 Ryan Bee DE - 16 Jehu Chesson WR - 82 J.P. Holtz TE - 54 Chris Odom OLB - 61 Timon Parris T - 39 Jeremy Reaves S - 48 Craig Reynolds RB - 89 Cam Sims WR - 59 Darrell Williams LB 53 attivi, 9 inattivi, 10 nella squadra di allenamento |
| Legenda - I rookie sono in corsivo. - Il primo ruolo è il principale mentre gli eventuali successivi indicano i ruoli secondari. - (IR) sta per Injured Reserve ed indica la lista ristretta per un solo giocatore infortunato che può tornare ad allenarsi dopo la settimana 6 e a rientrare in prima squadra dopo che questa ha giocato 8 partite. - (NF-Inj.) / (NF-Ill.) stanno rispettivamente per Non-Football Injured e Non-Football Illness ed indicano le liste dove viene inserito un giocatore che ha un infortunio o una malattia non dipendente dal football americano. - (PUP) sta per Physically Unable to Perform ed indica la lista dove viene inserito un giocatore mentre è in attesa di recuperare la condizione fisica. Nella stagione regolare dopo la sesta partita giocata dalla propria squadra, il giocatore ha tempo tre settimane per riprendere ad allenarsi, più tre settimane aggiuntive dal suo rientro agli allenamenti per rientrare in prima squadra. |

## Calendario
| Stagione regolare |                    |                        |                    |                    |                         |                    |
| Turno             | Data               | Avversario             | Risultato          | Record             | Stadio                  | Sintesi            |
| 1                 | 8 settembre        | at Philadelphia Eagles | S 27–32            | 0–1                | Lincoln Financial Field | Recap              |
| 2                 | 15 settembre       | Dallas Cowboys         | S 21–31            | 0–2                | FedExField              | Recap              |
| 3                 | 23 settembre       | Chicago Bears          | S 15–31            | 0–3                | FedExField              | Recap              |
| 4                 | 29 settembre       | at New York Giants     | S 3–24             | 0–4                | MetLife Stadium         | Recap              |
| 5                 | 6 ottobre          | New England Patriots   | S 7–33             | 0–5                | FedExField              | Recap              |
| 6                 | 13 ottobre         | at Miami Dolphins      | V 17–16            | 1–5                | Hard Rock Stadium       | Recap              |
| 7                 | 20 ottobre         | San Francisco 49ers    | S 0–9              | 1–6                | FedExField              | Recap              |
| 8                 | 24 ottobre         | at Minnesota Vikings   | S 9–19             | 1–7                | U.S. Bank Stadium       | Recap              |
| 9                 | 3 novembre         | at Buffalo Bills       | S 9–24             | 1–8                | New Era Field           | Recap              |
| 10                | Settimana di pausa | Settimana di pausa     | Settimana di pausa | Settimana di pausa | Settimana di pausa      | Settimana di pausa |
| 11                | 17 novembre        | New York Jets          | S 17–34            | 1–9                | FedExField              | Recap              |
| 12                | 24 novembre        | Detroit Lions          | V 19–16            | 2–9                | FedExField              | Recap              |
| 13                | 1º dicembre        | at Carolina Panthers   | V 29–21            | 3–9                | Bank of America Stadium | Recap              |
| 14                | 8 dicembre         | at Green Bay Packers   | S 15–20            | 3–10               | Lambeau Field           | Recap              |
| 15                | 15 dicembre        | Philadelphia Eagles    | S 27–37            | 3–11               | FedExField              | Recap              |
| 16                | 22 dicembre        | New York Giants        | S 35–41 (dts)      | 3–12               | FedExField              | Recap              |
| 17                | 29 dicembre        | at Dallas Cowboys      | S 16–47            | 3–13               | AT&T Stadium            | Recap              |

Note: gli avversari della propria division sono in grassetto.

## Classifiche

### Division
| NFC East            | NFC East | NFC East | NFC East | NFC East | NFC East | NFC East | NFC East | NFC East |
| vedi • disc. • mod. | V        | S        | P        | PCT      | DIV      | CONF     | PF       | PS       |
| ------------------- | -------- | -------- | -------- | -------- | -------- | -------- | -------- | -------- |
| Philadelphia Eagles | 8        | 8        | 0        | .500     | 5-1      | 7-5      | 434      | 321      |
| Dallas Cowboys      | 9        | 7        | 0        | .563     | 5-1      | 7-5      | 385      | 354      |
| New York Giants     | 4        | 12       | 0        | .250     | 2-4      | 3-9      | 341      | 451      |
| Washington Redskins | 3        | 13       | 0        | .188     | 0-6      | 2-10     | 266      | 435      |
|                     |          |          |          |          |          |          |          |          |
|                     |          |          |          |          |          |          |          |          |

### Conference
| National Football Conference           | National Football Conference | National Football Conference | National Football Conference | National Football Conference | National Football Conference | National Football Conference | National Football Conference | National Football Conference | National Football Conference | National Football Conference |
| Pos.                                   | Squadra                      | Division                     | V                            | S                            | P                            | PCT                          | DIV                          | CONF                         | SOS                          | SOV                          |
| Capolista di Division                  | Capolista di Division        | Capolista di Division        | Capolista di Division        | Capolista di Division        | Capolista di Division        | Capolista di Division        | Capolista di Division        | Capolista di Division        | Capolista di Division        | Capolista di Division        |
| -------------------------------------- | ---------------------------- | ---------------------------- | ---------------------------- | ---------------------------- | ---------------------------- | ---------------------------- | ---------------------------- | ---------------------------- | ---------------------------- | ---------------------------- |
| 1                                      | San Francisco 49ers          | West                         | 8                            | 0                            | 0                            | 1.000                        | 2-0                          | 5-0                          | .341                         | .341                         |
| 2                                      | New Orleans Saints           | South                        | 7                            | 1                            | 0                            | .875                         | 1-0                          | 5-1                          | .522                         | .508                         |
| 3                                      | Green Bay Packers            | North                        | 7                            | 2                            | 0                            | .778                         | 3-0                          | 4-1                          | .513                         | .517                         |
| 4                                      | Dallas Cowboys               | East                         | 5                            | 3                            | 0                            | .625                         | 4-0                          | 4-2                          | .377                         | .250                         |
| Wild Card                              |                              |                              |                              |                              |                              |                              |                              |                              |                              |                              |
| 5                                      | Minnesota Vikings            | West                         | 7                            | 2                            | 0                            | .778                         | 2-0                          | 4-1                          | .418                         | .307                         |
| 6                                      | Seattle Seahawks             | North                        | 6                            | 3                            | 0                            | .667                         | 1-2                          | 5-2                          | .422                         | .324                         |
| In corsa per i play-off                |                              |                              |                              |                              |                              |                              |                              |                              |                              |                              |
| 7                                      | Los Angeles Rams             | West                         | 5                            | 3                            | 0                            | .625                         | 0-2                          | 3-3                          | .492                         | .375                         |
| 8                                      | Carolina Panthers            | South                        | 5                            | 3                            | 0                            | .625                         | 1-1                          | 2-3                          | .507                         | .443                         |
| 9                                      | Philadelphia Eagles          | East                         | 5                            | 4                            | 0                            | .556                         | 1-1                          | 3-4                          | .447                         | .429                         |
| 10                                     | Detroit Lions                | North                        | 3                            | 4                            | 1                            | .438                         | 0-2                          | 2-2-1                        | .528                         | .407                         |
| 11                                     | Arizona Cardinals            | West                         | 3                            | 5                            | 1                            | .389                         | 0-2                          | 2-4-1                        | .534                         | .120                         |
| 12                                     | Chicago Bears                | North                        | 3                            | 5                            | 0                            | .375                         | 1-1                          | 2-3                          | .529                         | .370                         |
| 13                                     | Tampa Bay Buccaneers         | South                        | 2                            | 6                            | 0                            | .250                         | 1-2                          | 2-5                          | .642                         | .625                         |
| 14                                     | New York Giants              | East                         | 2                            | 7                            | 0                            | .222                         | 1-2                          | 2-5                          | .526                         | .176                         |
| 15                                     | Atlanta Falcons              | South                        | 1                            | 7                            | 0                            | .125                         | 0-0                          | 1-4                          | .593                         | .556                         |
| 16                                     | Washington Redskins          | East                         | 1                            | 8                            | 0                            | .111                         | 0-3                          | 0-6                          | .579                         | .125                         |
| Criteri di spareggio                   |                              |                              |                              |                              |                              |                              |                              |                              |                              |                              |
| 1.                                     |                              |                              |                              |                              |                              |                              |                              |                              |                              |                              |
| Legenda                                |                              |                              |                              |                              |                              |                              |                              |                              |                              |                              |
| w — wild card ottenuta                 |                              |                              |                              |                              |                              |                              |                              |                              |                              |                              |
| x — partecipazione ai playoff ottenuta |                              |                              |                              |                              |                              |                              |                              |                              |                              |                              |
| y — campioni di division               |                              |                              |                              |                              |                              |                              |                              |                              |                              |                              |
| z — salto del primo turno di play-off  |                              |                              |                              |                              |                              |                              |                              |                              |                              |                              |
| * — vantaggio del campo ottenuto       |                              |                              |                              |                              |                              |                              |                              |                              |                              |                              |

## Premi

### Premi settimanali e mensili
- Landon Collins:

difensore della NFC della settimana 6
- Steven Sims:

giocatore degli special team della NFC della settimana 12
- Tress Way:

giocatore degli special team della NFC della settimana 13
- Dwayne Haskins:

rookie della settimana 15